# The 原爆オナニーズ
the原爆オナニーズ（ザ げんばくオナニーズ）とは、日本のパンク・ロックバンドである。

## メンバー
TAYLOW
ボーカル担当。1981年にニューロンに参加し、翌1982年にthe原爆オナニーズへ。もともとはミック松尾とTHE STAR CLUBのマネージャーをしていた。
EDDIE
ベース担当。1982年にニューロン加入～the原爆オナニーズへ。元THE STAR CLUB。
JOHNNY
ドラムス担当。1986年加入。
SHINOBU
ギター担当。2001年12月加入。元ASHES。

### 旧メンバー
良次雄（オリジナルメンバー）
ギター担当。1983年にザ・スターリン加入のために上京するが数ヶ月で脱退（彼自身は「解散」と語っている）。そのまま東京にOXYDOLLのNONとGUNを呼び寄せ、TATSUYAとの4人でTHE GOD(Genbaku OxyDoll)を結成した。
大口ミキオ（オリジナルメンバー）
ドラムス担当。1982年12月脱退。
Hiko（オリジナルメンバー）
ベース、B.ボーカル担当。元ピヴィレヌ。1981年夏に脱退。HIKO'S、ヒコ＆キース等で活動。2014年に死去。
ブッカ（オリジナルメンバー）
ボーカル、ギター担当。1981年初頭脱退。
MAKOTO
ドラムス担当。1983年加入。1985年初頭に失踪。
SHIGEKI
ギター担当。1983年加入。2001年12月に海外転勤のため脱退。
TATSUYA（中村達也、永久メンバー）
ドラムス担当。1982年に良次雄と出会いOXYDOLLから加入するが、ライブを1回した後で突如遠藤ミチロウが駆けつけてきて2人はザ・スターリンへ引き抜かれる。しかし数か月で良次雄と共に脱退。
その後THE GOD、MASTURBATION、NICKEY & THE WARRIORSを経て1985年5月に再加入を果たす。しかしその後も更にTHE STAR CLUB、THE GODとバンドを転々とする。
その後BLANKEY JET CITYを結成し一世を風靡した。解散後の現在はLOSALIOS、フリクションで活動している。
KEN（横山健、永久メンバー）
ギター担当。2002年10月加入。2004年脱退。
SHINJI
ギター担当。2004年加入。元雷矢。2009年9月脱退。現在SNATCHERで活動中。

## 作品

### シングル
- JUST ANOTHER （1984年4月29日）
- NOT ANOTHER （1984年12月8日）
- I WILL/I DON'T （2001年4月8日）

### アルバム
- NUCLEAR COWBOY （1985年8月6日）1stアルバム
- O'DD ON LIVE ITSELF （1986年1月1日）京都磔磔でのライブアルバム
- ONANIES AT LAST （1987年2月26日）ミニアルバム
- ESSENTIAL （1988年）ベストアルバム
- G.H.Q.　（1989年）2ndアルバム
- ON TIME （1990年）名古屋今池オープンハウスでのライブアルバム
- DESERT ISLAND DISC （1991年）3rdアルバム
- ALL THE WAY （1993年）4thアルバム
- QUALITY CONTROL （1994年）メンバー自身が選曲のベストアルバム
- TIN DRUM YEARS (1996年）1984年EP2枚、1987年ミニアルバム音源のCD化
- STEP FORWARD (1997年）5thアルバム
- NUCLEAR GROOVE （1998年12月）27曲入りベストアルバム
- FIVE LIVE the 原爆オナニーズ （2003年5月21日）20周年記念ライブ＋新録の2枚組
- PRIMAL ROCK THERAPY （2003年12月8日）6thアルバム
- THE FUN JUST NEVER ENDS? 〜みんな大好きthe原爆オナニーズ〜 （2004年3月3日）ベストアルバム
- SOLID （2010年3月31日）7thアルバム
- 不連続の連続 THIS WAS / THIS IS （2013年3月13日）1982年のライブCDと2012年のライブDVD
- Back To open house （2015年9月9日）1985年1stリリース直前のライブ音源。
- ATOMIC GARDEN （2017年10月18日）ベストアルバム

### ボックスセット
- We Are The 原爆オナニーズ～素晴らしきthe原爆オナニーズの世界～ （2012年10月17日）1984年EP2枚(CD)、ベスト盤以外の1987～97年作品、1993年ライブDVD、2012年ライブDVDなど。

### その他
- JAPAN-THAILAND CONNECTION 2011（2011年）ライブ音源1曲収録。
- RANDSEL ROMANCE （2015年4月8日）1981年メンバーの音源(ORIGINAL原爆ONANIES名義)。
- FROM ELECTRIC LADY LAND '83 1982年12月14日のライブ音源3曲収録。本作のみ未CD化であるが曲自体はTHE GODでも引き続きプレイされ、CD化された。ちょっと、 たりない GET DOWN VALIS付属のDVDにて確認できる（2015年の再発盤はDVDが付属しないため不可）。「2nd.CLASS LTD」なるバンドによるこの3曲のコピーがYouTubeに投稿されている。
- Oi of JAPAN （1985年）「TEMPTATION」「NO NO BOY」で参加。
- 原爆階段 (1986年)非常階段とのライブアルバム。2004年にO'DD ON LIVE ITSELFとの2in1でCD化された。
- THE INDIES LIVE SELECTION 86to87 「DO YOU REMEMBER ROCK'N' ROLL RADIO」のライブを収録。
- 外道 Tribute -ゲゲゲの外道讃歌- 外道のトリビュート盤。「完了」のカヴァー音源を収録。

### ビデオ
- 原爆MANIA  （1990年）彼らのヒストリーを綴ったライブビデオ。

### DVD
- 原爆MANIA GOLD  （2005年）上記ビデオソース＋サンフランシスコライブ他。

### オムニバスビデオ
- DOG DAYS LIVE  （1990年）
- burning wild west  （1990年）

### オムニバスDVD
- Live Shock Loft vol.2 NOTALIN'S×The原爆オナニーズ×ザ50回転ズwest（2007年）
- ナゴイズム（2013年3月1日）